# Karl-Birger Blomdahl
Karl-Birger Blomdahl (19. oktober 1916 i Växjö – 14. juni 1968 i Kungsängen) var en svensk komponist.
Blomdahl hører til de ledende modernister i Sverige. Han studerede i Stockholm under Hilding Rosenberg.
Han har komponeret 3 symfonier, orkesterværker, operaer, balletmusik, kammermusik og koncerter for mange instrumenter etc.

## Udvalgte værker
- Symfoni nr 1 (1943) - for orkester
- Symfoni nr 2 (1947) - for orkester
- Symfoni nr 3 "Facetter" (1950) - for orkester
- Aniara (1958) – opera
- Violinkoncert (1941) - for violin og orkester
- 3 Danse suiter (1948, 1951, 1953) (nr. 1; for fløjte, strygertrio og slagtøj) (nr. 2 og 3; for klarinet, cello og slagtøj
- Koncert (1946) - for violin og strygeorkester